# Heinrich-Koeppen-Kaserne

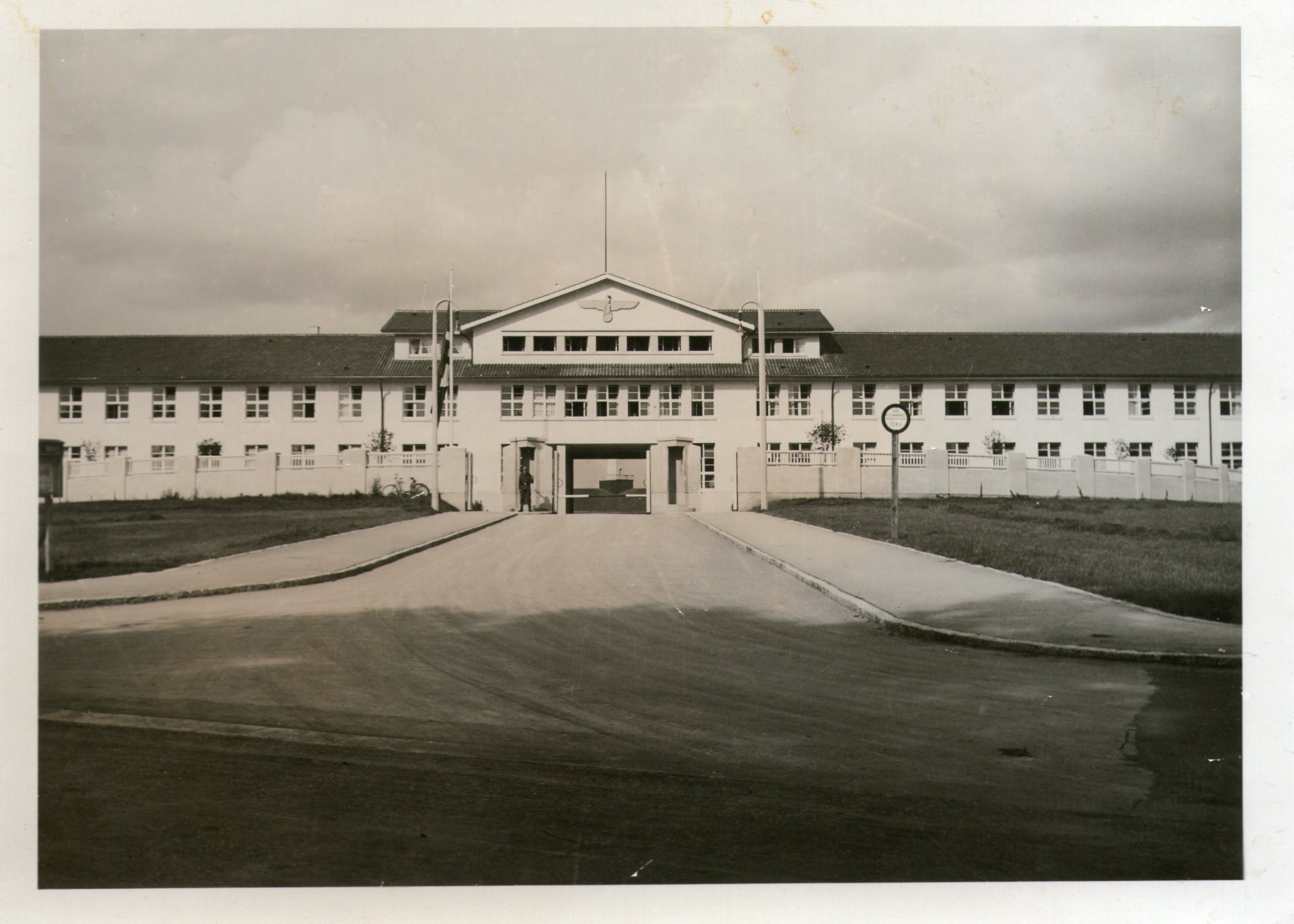
SS-Kaserne Radolfzell, Stabsgebäude mit Wachposten vor Einfahrt. Fotografie von 1938.

Die Heinrich-Koeppen-Kaserne (auch SS-Kaserne Radolfzell oder französisch Caserne Vauban), heute RIZ (Radolfzeller Innovationszenturm) ist eine ehemalige Kaserne in Radolfzell am Bodensee, die in der Zeit des Nationalsozialismus gebaut wurde und in der von 1937 bis 1945 verschiedene Einheiten der Waffen-SS stationiert waren. Seit 1941 befand sich auf dem Kasernenareal auch ein Außenlager des Konzentrationslagers Dachau.

## Nationalsozialismus

### Planung und Bau
Im Januar 1934 bekam NSDAP-Kreisleiter und Gauinspekteur Eugen Speer, der von Gauleiter Robert Wagner bereits für das Amt des Radolfzeller Bürgermeisters vorgesehen war, während einer Weiterbildung an der Reichsführerschule der NSDAP in Berlin Kenntnis von SS-Stationierungsplänen und fing an, ein Kasernenprojekt in Radolfzell zu planen.
Kurz nach Amtseinführung als Bürgermeister unterzeichnete Speer Verträge mit dem Karlsruher Architekten Hermann Reinhard Alker und verschiedenen Baufirmen zum Neubau einer Kaserne in Radolfzell, wozu er 55 Hektar der Stadt dem Deutschen Reich als Schenkung überließ.
Alker verdankte seine Auftragsvergabe vor allem guten Beziehungen zu Gauleiter Robert Wagner, NSDAP-Funktionär Franz Moraller und SS-Standartenführer Karl Bock. Am 26. Juli 1934 machten sich Alker und Bock ein Bild vom zu bebauenden Gelände.
Im März 1935 waren die ersten Pläne für die noch Lager R. genannte Kaserne fertig. Mit dem Bau wurde am 18. November 1935 begonnen. Am 11. März 1936 wurde der Bau an der Kasernenanlage eingestellt, stattdessen wurde der Bau einer Kaserne in Braunschweig diskutiert. Am 28. März 1936 gab es neue Pläne für die Kaserne, es wurden zwei- statt eingeschossige Mannschaftsgebäude errichtet. Mitte 1936 war der Bau abgeschlossen.
Der Kasernenkomplex bestand im Wesentlichen aus einem Stabsgebäude mit Durchfahrt und Blick auf das gegenüberliegende Wirtschaftsgebäude, den vier großen Mannschaftgebäuden an den Längsseiten des zentralen Exerzierplatzes; westlich davon eine Kraftwagenhalle, das Gebäude der Waffenmeisterei und ein zweigeteilter, gemauerter Pferdestall mit Reitplatz; östlich angrenzend eine Turnhalle mit Sportplatz; außerhalb des ummauerten Areals lag das „Führerheim“ genannte Casino für die SS-Offiziere und die aus mehreren Gebäuden bestehende Wohnsiedlung für die SS-Offiziere und deren Familien.
Das Richtfest der Kaserne fand am 26. September 1936 statt. Beim Bau wurden etwa 800 Arbeitslose eingesetzt, unter absichtlichem Verzicht von arbeitserleichternden Gerätschaften.

### SS-Verfügungstruppe „Germania“
Im Frühling 1937 wurde der Transfer des III. Bataillon der SS-VT „Germania“ vom Lager Wolterdingen bei Soltau nach Radolfzell in Erwägung gezogen. Bis im Sommer 1937 wurde intensiv durch SS sowie der Radolfzeller Stadtverwaltung der Umzug des Bataillons geplant und vorbereitet.
Am 31. Juli 1937 wurde die Truppe unter SS-Sturmbannführer Heinrich Koeppen von Bürgermeister Josef Jöhle und zahlreichen NS-Repräsentanten auf dem Marktplatz vor dem Rathaus empfangen. Unter dem Jubel der Bevölkerung bezogen an diesem Tag insgesamt 27 Offiziere, 175 Unteroffiziere, 586 Mannschaften sowie 89 Pferde die Kaserne der neuen SS-Garnison. Während dieser Zeit waren einzelne Elemente des Kasernenareals noch im Bau. Wünsche der neuen Truppe wurden ebenfalls berücksichtigt. Mit dem Einzug der SS-Verfügungsgruppe war Radolfzell einer von damals insgesamt 9 Standorten dieser SS-Einheiten in Deutschland.
Die Besatzung der Kaserne machte sich in der Stadt und ihrer Umgebung durch verschiedene Wohltätigkeiten wie Volksküchen, Winterhilfswerk, Sonnwendfeiern, Mittagessen für Kinder und Beteiligung der örtlichen Fastnacht beliebt.
Das Radolfzeller SS-Bataillon nahm im September 1937 und 1938 an den Reichsparteitagen in Nürnberg teil. Es stellte den Personenschutz für Benito Mussolini bei dessen Staatsbesuch vom 25. bis 30. September 1937 und bei einer Massenkundgebung im Berliner Olympiastadion.
Zudem war das Radolfzeller SS-Bataillon 1938 an der Annexion Österreichs, der Besetzung der Sudetendeutschen Gebiete und 1939 beim Einmarsch der Wehrmacht und SS-Verfügungstruppe in Prag beteiligt.
Im Rahmen der Reichspogromnacht wurde die Radolfzeller SS-VT „Germania“ am 10. November 1938 zur Sprengung der Konstanzer Synagoge beordert, da es der Konstanzer-SS unter SS-Oberführer Walter Stein nicht gelungen war, die Synagoge in der Nacht niederzubrennen. Auch die Synagogen von Gailingen, Wangen und Randegg (Gottmadingen) wurden an diesem Tag von der Radolfzeller-SS geplündert und gesprengt oder angezündet. An der Konstanzer Synagoge und in den Rathauskellern von Wangen, Horn, Gailingen und Randegg wurden etliche jüdische Männer misshandelt und gefoltert.
Fast alle männlichen Juden in der Region wurden infolge ins KZ Dachau deportiert. Bei der Reichspogromnacht am westlichen Bodensee waren die Allgemeine SS aus Konstanz, die SS-VT „Germania“ aus Radolfzell, Gestapo sowie einige SA-Einheiten maßgeblich beteiligt.
Das SS-Bataillon wurde bereits am 18. August 1939 in das Aufmarschgebiet an der deutsch-polnischen Grenze verlegt. Am 19. August kam über das OKW der Befehl Hitlers, alle SS-Verfügungstruppen mit sofortiger Wirkung dem Oberbefehlshaber des Heeres zu unterstellen. Das III./SS-VT-„Germania“ wurde daraufhin zunächst als Reserveeinheit dem VIII. Armeekorps, 14. Armee unter Generalmajor Wilhelm List unterstellt. Das Radolfzeller Bataillon gehörte beim Überfall auf Polen am 1. September 1939 zu den von Oberschlesien in Richtung Krakau und  Lemberg angreifenden Truppen. Am 16. September 1939 starb Koeppen zusammen mit 22 Angehörigen seines Bataillons bei einem nächtlichen Gegenangriff bei Jaworów. Reichsführer-SS Heinrich Himmler ordnete an, dass die Überreste Koeppens in einer Gruft der Kaserne beigesetzt werden sollten, was kriegsbedingt nicht umgesetzt wurde. Die Kaserne wurde allerdings am 19. Oktober 1939 „zu Ehren“ ihres ersten Kommandanten nach Heinrich Koeppen benannt.
Bis im November 1939 waren außerdem zwei Kompanien der SS-VT-Flugabwehr-MG-Abteilung kurzzeitig in Radolfzell stationiert.

### SS-Totenkopf-Verband
Am 16. Dezember 1939 zog ein Teil des SS-Totenkopf-Infanterie-Ersatz-Bataillon I. aus Breslau für ein Jahr in die Kaserne ein. Das ursprüngliche Tätigkeitsfeld der SS-Totenkopf-Verbände war die Bewachung der Konzentrationslager. Im Rahmen der Wagner-Bürckel-Aktion wurden 234 Juden aus der Region in das südfranzösische Internierungslager in Gurs deportiert. Gauleiter Robert Wagner meldete am 23. Oktober 1940 nach Berlin, dass sein Gau als erster „judenfrei“ sei.
Ab März 1940 übernahm das Totenkopf-Bataillon die Ersatzgestellung für Nachschubdienste der SS-Totenkopf-Division. Am 29. Mai 1940 wurde eine erste Mannschaft von 330 Mann in den Fronteinsatz nach Frankreich verlegt. Zwischen dem 10. Juni und 22. Juli 1940 folgten nochmals 687 Mannschaften. Am 3. August 1940 wurden nochmals 550 Ersatzmannschaften des Bataillons nach Frankreich verlegt, welche unter Kommandeur Theodor Eicke seit dem Waffenstillstand am 22. Juni 1940 als Besatzungstruppe fungierte.

### Lehrgänge und SS-Unterführerschule
Im Jahr 1941 veranstaltete die SS-Junkerschule Bad Tölz einen Gruppenführer-Lehrgang in der Radolfzeller Kaserne. Nach Abzug des SS-Totenkopfverbandes wurde am 15. Februar 1941 auf Befehl des SS-Führungshauptamtes und Reichsführer SS Heinrich Himmler die SS-Unterführerschule Radolfzell (USR) in der Kaserne stationiert, deren erster Kommandeur SS-Sturmbannführer Thomas Müller (SS-Nr. 109.770 und NSDAP-Nr. 3.447.996) wurde. Vorbild dieser Schule war die aufgelöste Unterführerschule in Dachau. Neben den drei Unterführer-Lehrgängen pro Jahr gab es für bereits zum SS-Untersturmführer ernannte Absolventen der USR, viermonatige Lehrgänge zum Kriegs-Reserve-Führeranwärter, welche unter anderem Voraussetzung für den Aufstieg zum Untersturmführer waren. Zwei dieser Lehrgänge waren 1941 und 1942 in Radolfzell belegt. Während der Unteroffiziersausbildung im Februar 1941, gab es vier Ausbildungseinheiten: zwei Panzergrenadier-Kompanien, eine Kompanie für schwere Infanteriewaffen und eine Kompanie für Panzerabwehr- und Infanteriegeschütze.
Am 12. November 1942 wurde der vormalige Oberbefehlshaber der französischen Armee und Verteidigungsminister des Regimes Vichy General Maxime Weygand von der Waffen-SS festgenommen. Unter dem Decknamen Lottermann wurde er in der Unterführerschule in Radolfzell interniert. Weygand protestierte nach seinem Eintreffen in Radolfzell beim Kommandeur der Schule, SS-Obersturmbannführer Müller, gegen seine Gefangennahme. Müller nahm Kontakt zu Himmler auf und teilte ihm folgendes mit:

„dass für einen Übergangsaufenthalt von kurzer Dauer die Schule sowohl unterkunfts- wie bewachungsmäßig geeignet ist; jedoch für längere Zeit für einen General (…) untragbar.“

Himmler schien Weygand zu respektieren und erteilte am 14. November 1942 über das Reichssicherheitshauptamt den Befehl, ihn täglich über Weygand Befinden zu berichten. Aufgrund eines zu hohen Fluchtrisikos und der Nähe zu Schweizer Grenze, wurden am 28. Februar 1943 auf Himmlers Befehls die Sicherheitsmaßnahmen in Radolfzell verschärft. Bald später wurde Weygand mit seiner Frau, ins Schloss Garlitz, Außenlager des KZ Neuengamme gebracht und später im Schloss Itter (Tirol) untergebracht.
Um der zu erwartenden Invasion in der Normandie entgegenzuwirken, wurden im Frühjahr 1944 zahlreiche Absolventen der Radolfzeller Unterführerlehrgänge nach Frankreich verlegt und dort im III. Bataillon der SS-Kampfgruppe 1 eingesetzt.
In den letzten Kriegstagen verweigerten fünf SS-Soldaten aus Radolfzell den Dienst und baten an der Schweizer Grenze um Asyl, das ihnen verwehrt wurde. Sie wurden der SS-Radolfzell übergeben und standrechtlich hingerichtet. Sie wurden auf dem alten Radolfzeller Friedhof bestattet, später als Gräber von fünf „unbekannten Soldaten“ auf den Waldfriedhof verlegt.

### KZ-Außenlager Dachau

#### Nutzung als Außenlager und Errichtung des Schießstands

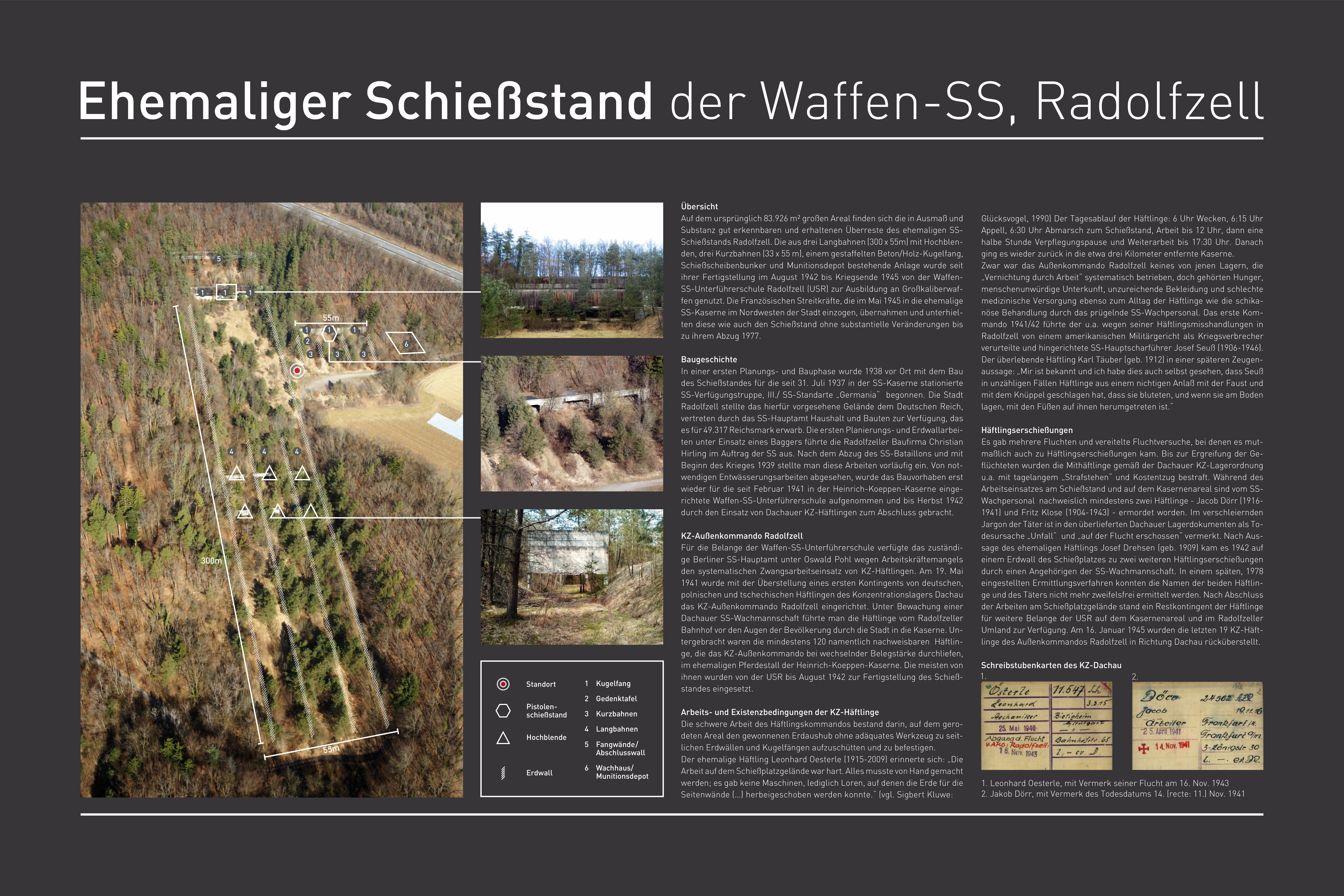
Infotafel am ehemaligen Schießstand der Waffen-SS Radolfzell

Am 19. Mai 1941 wurden KZ-Häftlinge aus Dachau nach Radolfzell über gestellt, ab dort wurde das Kasernenareal als Außenlager des KZ Dachau genutzt. Bis in den Oktober 1942 wurde mithilfe von 113 Häftlingen des KZ-Dachau, der Radolfzeller Großkaliber-Schießstand ausgebaut. Unter den 113 Häftlingen befanden sich 46 politische Schutzhäftlinge, 35 sogenannte Asoziale (AZR) und 32 sogenannte Berufsverbrecher (PSV). Die Häftlinge waren im ehemaligen Pferdestall untergebracht, zwölf Zellen für Sonder- und Strafarrest befanden sich im Kellergang hinter dem Wachbereitschaftsraum der Unterführerschule. Die Kasernenwache der Unterführerschule übernahm die Aufsicht der Häftlinge nach Dachauer-Lagerverordnung. Bei Außeneinsätzen der Häftlinge war das Wachpersonal des Dachauer Lagers für den Wachdienst verantwortlich. Nach Beendigung der Schießstandarbeiten wurden die Häftlinge ab Herbst 1942 sukzessive wieder zurück nach Dachau verlegt.
Das Gelände des Schießplatzes erstreckte sich ursprünglich auf 83.296 Quadratmeter. Erbaut wurden drei Langschießständen, drei Kurzstrecken und anderen Einrichtungen, darunter ein Munitionsdepot sowie ein Schießscheiben-Bunker.
Erster „Kommandoführer“ zwischen Mai 1941 und August 1942 war der später im Dachau-Hauptprozess von den Amerikanern zum Tode verurteilte und hingerichtete SS-Hauptscharführer Josef Seuß.
Aus der Unterführerschule wurden Ende 1944 das SS-Regiment Radolfzell unter SS-Obersturmbannführer Willi Braun und, nach dessen frühem Ausfall, Kurt Groß, sowie Anfang 1945 diverse „Kampfgruppen“ rekrutiert, die noch in den letzten Kriegsmonaten im Gebiet Oberrhein/Colmar und Bodensee operierten.
Die KZ-Häftlinge mussten täglich von 6:30 bis 18:00 auf dem errichteten Schießstand arbeiten. Ihnen wurden für Frühstück und Mittagessen, insgesamt 30 Minuten gegeben. Laut Bericht einiger Häftlinge war die Arbeit auf dem Schießstand qual- und gewaltvoll. Einige Häftlinge mussten auch bei Arbeiten an der Kaserne oder im örtlichen Herzenbad helfen. Unter anderem konnten auch Radolfzeller Firmen die Häftlinge für Arbeit anfordern. Etwa 15 KZ-Häftlinge waren 1943/44 am Bau eines unterirdischen Schießstands unter der Kaserne beteiligt.
Die letzten 19 Häftlinge wurden im Januar 1945 zurück ins KZ Dachau deportiert. Am ehemaligen Schießstand wurde am 16. November 2012 eine Informationstafel im Rahmen einer öffentlichen Gedenkveranstaltung errichtet.

#### Häftlingserschießungen
Im November 1941 (11. oder 14. November 1941) kam es zu einer willkürlichen Erschießung eines Häftlings. Jakob Dörr (geb. 1916) musste an diesem Tag beim Schießstand arbeiten. Ihm wurde die Mütze vom Kopf gerissen und hinter die Postenlinie der Mannschaften geworfen. Nach dem Befehl, er solle die Mütze zurückholen, wurde er erschossen. Der offizielle Grund der Erschießung war „Erschossen auf Flucht“. Seine Leiche wurde noch am Tag der Ermordung im Krematorium in Konstanz eingeäschert. 2004 wurde eine Sackgasse auf dem Kasernen Areal Jakob-Dörr-Straße benannt.
Laut dem überlebenden Häftling Josef Drehsen soll SS-Unterscharführer Jakob Stock, kurz vor der Rücküberstellung einiger Häftlinge nach Dachau, zwei Häftlinge bei Arbeiten auf dem Schießplatzgelände erschossen haben. Im Rahmen der 1978 eingestellten Ludwigsburger Ermittlungen konnten weder weiteren Informationen zu dem Vorfall gefunden werden, noch die Häftlinge identifiziert werden.
Am 3. August 1943 ist der Häftling Fritz Klose (geb. 1904) bei einem Außeneinsatz in Böhringen von einer SS-Wache umgebracht worden. Seine Leiche wurde am 5. August 1943 im Böhringer See gefunden. Seine genaue Todesursache ist nicht geklärt. Die Leiche wurde am 6. August 1943 zur Kremation freigegeben. Am 27. November 2018 hat der Gemeinderat Radolfzell beschlossen den Landserweg in Fritz-Klose-Weg umzubenennen. Am 1. Januar 2019 wurde die Umbenennung mittels neuer Straßenschilder vorgenommen.

#### Fluchten
Am 15./16. November 1943 flüchtete Leonhard Oesterle zusammen mit dem tschechischen Mithäftling Oldřich Sedláček (Ulrich Sedlacek) über den Untersee mithilfe eine Faltboots in die Schweiz. Im Jahr 2016 wurde eine Straße im Neubaugebiet nach Leonhard Oesterle benannt. Oldřich Sedláček starb 1949 wegen körperlichen Folgen durch die KZ-Haft.
Laut Leonhard Oesterle seien auch drei tschechische Häftlinge geflohen, von denen mind. zwei kurz nach der Flucht starben. Der einzige tschechische Häftling, der aber auf der Häftlingsliste vom 18. Mai 1942 dokumentiert wurde, ist Oldřich Sedláček. Es wird vermutet, dass die drei Häftlinge entweder vor Mai 1942 geflohen seien oder erst nach dem 18. Mai 1942 von Dachau nach Radolfzell verlegt wurden.

## Nach 1945

### Besatzung
Bei der mehr oder weniger „kampflosen Übergabe“ der Stadt an die französische Armee im April 1945 war es in der Kaserne zwar zu einigen Gebäudeschäden durch Artilleriebeschuss gekommen, doch blieb die Bausubstanz weitestgehend erhalten. Nach dem Zweiten Weltkrieg wurde die umgangssprachlich bald nur noch „Franzosenkaserne“ genannte SS-Kaserne und der Schießstand von verschiedenen französischen Besatzungstruppen ohne größere bauliche Veränderungen als Garnisonsstandort genutzt. Im gesamten Garnisonszeitraum war das 3e régiment d’infanterie (bis 1. Juli 1968 Régiment de Piémont) in der Kaserne stationiert. Ebenso war 1952 das 42. Infanterieregiment kurzzeitig in der Kaserne stationiert und von 1960 bis 1968 dauerhaft in Radolfzell, bevor es nach Offenburg verlegt wurde. Am 31. Mai 1977 verließ der letzte Standortkommandeur die Kaserne und Stadt.
Von Jahre 1963 bis 1966 war zusätzlich das 9th US Army Missile Detachment der US-Streitkräfte im Radolfzell stationiert.
Aus der 33-jährigen Nutzung des Areal von französischen Besatzungstruppen ging die Städtepartnerschaft von Radolfzell mit Istres einher, welche 1974 geschlossen wurde. Auch gründeten sich lokale Vereine aus Freundschaften dieser Zeit.

### Umnutzung des Areals
In den 1980er Jahren wurde das Gebäude an Musikgruppen, Bastler, Vereine und Kleinunternehmen vermietet. Seit 1986 werden Asylbewerber in den ehemaligen Mannschaftsgebäuden der Kaserne untergebracht. Im Jahre 1994 kaufte die Stadt Radolfzell das Gelände für 27 Millionen D-Mark vom Bund zurück.
Mit Baubeginn im Jahr 2001 wurde die ehemalige Kaserne komplett umgebaut und mit einem Investitionsvolumen von ca. 22 Millionen EUR saniert. Dabei mussten die Vorgaben des Denkmalschutzes berücksichtigt werden. In den 2000er Jahren siedelten sich viele Unternehmen auf dem Areal an und ein Gewerbegebiet entstand. 2003 wurde auf dem Gelände der Kaserne das Radolfzeller Innovations- und Technologiezentrums (RIZ) errichtet. Die erhaltenen Baulichkeiten stehen heute unter Denkmalschutz.

### Technoclub "Tempel"
Von 1994 bis 2001 wurde im mittleren Gebäudetrakt der Kaserne der Techno Club Tempel eingerichtet, welcher von Christoph Manz, der regional nicht unbekannt war, betrieben wurde. In dem Club fanden unter anderem auch Modeschauen, Vernissagen und Konzerte statt.
Der Club hatte in den 90er Jahren einen bundesweit angesehenen Ruf und zog DJs aus aller Welt an. Unter anderen traten Szenenikonen wie Sven Väth, Dr. Motte, DJ Hell, Laurent Garnier oder DJ Clé im Tempel auf.
Durch den geplanten Umbau der Kaserne durch die Stadt, endete der Clubbetrieb und der Club zog in den Radolfzeller Scheffelhof (unbenannt zu Tempelhof). Nachdem im Jahre 2001 auch der Scheffelhof verkauft worden war, schloss der Club.

### Gedenkstätte
Vor dem ehemaligen Stabsgebäude wurde im Jahr 2013 eine Skulptur des Pforzheimer Künstlers René Dantes errichtet. Flankiert von vier Informationsstelen mit Texten und Bildern zur Architektur und Geschichte des Kasernenareals, bildet das Ensemble den „Gedenkort ehemalige SS-Kaserne / KZ-Außenkommando in Radolfzell“, der zusammen mit dem „Ehemaligen Schießstand der Waffen-SS“ 2014 formell in die Liste der Gedenkstättenorte in Baden-Württemberg, hrsg. von der Landeszentrale für politische Bildung, aufgenommen wurde.